# Megan Gwynn
Megan Gwynn è un personaggio dei fumetti creato da Nunzio DeFilippis e Christina Weir (testi) e Michael Ryan (disegni), pubblicato dalla Marvel Comics. Apparsa per la prima volta sulle pagine di New X-Men: Academy X n. 5 (novembre 2004), Pixie è una dei pochi mutanti scampati alla decimazione ed esponente della nuova generazione di X-Men.

## Biografia del personaggio

### Origini
Proveniente dalla fantomatica cittadina di Abergylid, Galles, Megan è un'adolescente mutante il cui padre morì in una miniera, lasciandola sola al mondo e con il terrore dei luoghi bui e stretti. Dopo l'iscrizione allo Xavier Institute, diretto da Ciclope ed Emma Frost, venne assegnata alla squadra dei Paragons supervisionata da Wolfsbane dando mostra del suo caratteristico buon umore e di un'instancabile parlantina che le hanno fatto guadagnare numerose amicizie. A seguito della decimazione a causa di Scarlet, Pixie assieme ad altri ventisei studenti fu tra pochi a mantenere i propri poteri. Dopo l'attacco di William Stryker e dei Purificatori, Emma Frost decise di sciogliere tutte le squadre per formare i New X-Men.

### Alla ricerca di Magik
In una notte senza luna, Pixie, Anole, Loa, Wolf Cub, Rockslide e Match stavano raccontandosi a vicenda storie di paura quando Blindfold cominciò raccontare la storia della sfortunata Magik, del regno infernale dove venne tenuta prigioniera e del suo signore che continuava a cercarla senza sosta. All'improvviso l'intero istituto viene risucchiato all'interno del Limbo, gli studenti attaccati dai demoni e durante il combattimento Pixie utilizza per la prima volta la sua polvere allucinogena in battaglia confondendo i demoni che stavano per uccidere lei e Blindfold, salvate in ultima istanza proprio da una rediviva Magik. A dispetto degli avvertimenti Pixie decide di fidarsi della ragazza ma durante il rituale qualcosa va storto e invece di essere creata una Spada dell'anima completa, si materializza una Lama e l'anima della giovane viene contaminata dalla magia nera. Imparato l'incantesimo di teletrasporto, insieme ai suoi amici e Magik, ricompare al cospetto di Belasco che uccide infilzandolo con la Lama. Quando a Magik viene chiesto il perché della scelta di Megan come strumento della morte di Belasco, lei risponde che la giovane era la più pura all'interno del gruppo e che nel Limbo la purezza è potere. Dopo questa avventura Pixie e Anole, su insistenza di Rockslide, diventano membri dei New X-Men.

### Messiah Complex
Pixie prende parte allo scontro con gli Accoliti di Exodus per il possesso dei Diari di Destiny e poi partecipa ad una sessione di allenamento con Wolverine, nella quale utilizza la sua polvere provocandogli una serie di allucinazioni sugli unicorni. Dopo la nascita di Hope Summers, prima mutante dalla decimazione, partecipa allo scontro con Lady Deathstrike e i Reavers per poi fuggire subito dopo aver formulato un incantesimo di dislocazione. Ricoverata in infermeria a seguito dell'attacco del Predatore X, teleporterà tutti sull'isola Muir per il combattimento finale tra X-Men e Marauders. Costretta alla lotta, pugnala e sconfigge la Sentinella Omega posseduta da Malice.

### Divisi resistiamo
Dopo lo scioglimento degli X-Men, Pixie ritorna nella sua città natale. Uscita da uno dei tanti e normali giorni di scuola soccorre un paio di bambini minacciati dai demoni N'Garai che stavano infestando la cittadina e rapendo i suoi abitanti in modo da nutrile il loro leader, Kierrok il Dannato. Minacciata, chiama in soccorso gli X-Men con i quali riesce a scoprire il loro nascondiglio ossia la miniera in cui tanto tempo prima era scomparso suo padre e a far crollare le travi che ne reggevano il soffitto, seppellendo tutte le creature. Su richiesta di Ciclope ritorna con gli X-Men in America, insediandosi nella nuova base di San Francisco.
Utilizzata principalmente come teleporta, prende parte allo scontro con gli Skrull e al fine di fermare l'invasione aliena della città, decide di assumere il ruolo di esca per poter catturare uno degli alieni in modo da farlo analizzare a Bestia. Mesi dopo, al culmine delle proteste fra favorevoli e contrari a consentire diritti riproduttivi ai mutanti, viene mandata a prendere Rogue, Gambit e Danger prima di essere impiegata nel combattimento contro gli X-Men governativi di Norman Osborn. Assieme a Magik, Nightcrawler e Ariel teleporta tutti i mutanti residenti a SF sulla neo-isola di Utopia, ex Asteroide M di Magneto.

### Segreti familiari
Intrappolate in un'illusione, Pixie, Blindfold, X-23, Corazza e Mercury vivono come normali liceali destreggiandosi tra compiti in classe e risse alla mensa fino a quando le illusioni cominciano a svanire lasciando intravedere i demoni che le hanno prodotte aggirarsi per i corridoi del liceo. Su Utopia, Psylocke e Nightcrawler incontrano la madre di Pixie decisa a ritrovare la figlia a qualsiasi costo e usando la sua magia si teleporta alla magione di Jason Wyngarde per incontrarne le figlie Regan e Martinique e metterle a conoscenza di avere un'altra sorella: Megan. Messa a conoscenza Emma Frost della scomparsa delle ragazze, gli X-Men organizzano una squadra di ricerca dopo aver trovato nella loro stanza un invito per il concerto di Dazzler a SF e intuito che hanno lasciato l'isola. Nell'illusione, intanto, Pixie è sempre più influenzata dai demoni e dal loro leader Saturnine che le usano contro la sua stessa polvere fatata per tenerla tranquilla e fare in modo che invochi la madre così che anche lei cada sotto il loro controllo. Alleatasi con le sorelle Wyngarde, dopo aver loro promesso che una volta uniti i loro tre poteri sarebbero diventate ancora più forti, Mrs. Gwynn si precipita nel luogo in cui viene tenuta prigioniera Pixie nell'esatto momento in cui arrivano anche gli X-Men (grazie a Emma che aveva avvertito la richiesta di aiuto della giovane). L'entrata in scena di Saturnine dà inizio allo scontro fra demoni e mutanti che raggiunge il culmine quando Pixie si riunisce alle sue sorellastre intessendo un'illusione nella quale la sua anima e la magia della madre danno vita ad una Spada dell'anima con la quale Saturnine falcidia le sue stesse orde di demoni per evitare di dare loro ciò che gli spetta; al termine del massacro, lo stesso malvagio si impala con la spada credendo di uccidere gli X-Men. Confrontata la madre riguardo alla questione della sua paternità, Pixie scopre che Jason Wyngarde è in realtà il suo vero padre e non l'uomo che l'ha cresciuta. Dopo aver teleportato via le sorellastre per evitare che X-23 le uccidesse, assiste alla scomparsa della madre prima di tornare a Utopia con gli X-Men.

### Secondo avvento
Nel momento in cui Cable e Hope ritornano nel presente facendo iniziare la campagna di Bastion per l'eliminazione della ragazza, Pixie viene tenuta lontano dagli scontri come teleporta di riserva. Dopo l'uccisione di Nightcrawler, la presunta morte di Ariel e l'uscita di scena di Magik, Pixie viene inviata da Ciclope nel Limbo per recuperare la russa. Rifiutata l'offerta del demone N'astirh di uccidere Magik in cambio dei resti della sua anima, aiuta Anole, Cannonball e Northstar a sconfiggere Gambit e Dazzelr sotto l'effetto del Limbo e a completare la missione. Ritornate su Utopia, lei e Magik sembrano andare più d'accordo e capirsi meglio.
Allontanatasi dagli X-Men per una vacanza, Pixie viene rapita dagli uomini del generale Ulysses che le strappano un altro pezzo d'anima per creare una Pietra di sangue in modo da completare l'Eliotropo e invocare gli Antichi per sterminare gli abitati del Limbo, in cui erano stati abbandonati anni addietro dall'esercito. Soccorsa da Magik e Karma, fa ritorno ad Utopia dove si unisce agli X-Men nella battaglia contro gli Antichi. Al termine dello scontro, la russa le restituisce entrambe le Pietre e la sua Lama.
Dopo l'attacco della Sentinella a Utopia, Pixie si ritrova in infermeria assieme a Velocidad e finiscono per baciarsi nel momento in cui Hope entra nella stanza. Ferita dal comportamento del ragazzo, che si stava frequentando con l'altra, Pixie lo schiaffeggia e si ritira nella sua stanza dove prepara i bagagli per trasferirsi alla Jean Grey School. Tuttavia, la richiesta di Hope di rimanere, a dispetto di quanto successo con Velocidad, e entrare a far parte delle Luci la convince ad abbandonare i suoi propositi.

### Diploma
Dopo Avengers VS X-Men si unirà a Wolverine entrando nella sua scuola, dove si diplomerá diventando un X-Men a tutti gli effetti

## Poteri e abilità
La mutazione di Megan consiste in un paio d'ali simili a quelle delle fate (di vario colore a seconda dell'artista) che le permettono di volare. Inoltre possiede anche la capacità di spargere polvere fatata in grado di provocare allucinazioni nelle vittime. Le allucinazioni che la polvere provoca, non sembrano dipendere dalla volontà della giovane, esse fanno vedere alle vittime il mondo in maniera comica, ad esempio la visione di orsetti, balocchi, unicorni e creature simili.
Dopo l'interferenza mistica/psichica di Magik, l'aspetto fisico di Pixie è cambiato: i suoi capelli passano dal rosa a nero, le sue iridi si scuriscono e le sue ali si opacizzano. Tutto ciò è dovuto alla creazione della Lama che le ha lacerato l'anima e l'ha colmata di tenebre. A seguito di ciò ha dimostrato di saper formulare con efficacia alcuni semplici e basilari incantesimi, in particolare uno di teletrasporto, insegnatole da Magik. In seguito viene rivelato dalla stessa Megan, che i direttori dell'istituto, Emma Frost e Ciclope, hanno contattato il Dottor Strange e Amanda Sefton, ex-regnante del Limbo, per istruirla nell'arte della magia.
Pixie ha inoltre mostrato di saper individuare le tracce di magia intorno a lei o quelle lasciate da creature malefiche.

## Altri media

### Televisione
Pixie compare in:
- Wolverine e gli X-Men
- X-Men '97

### Videogiochi
Pixie compare in:
- X-Men: Destiny
- Marvel Super War